# Ophionereis fusca
Ophionereis fusca is een slangster uit de familie Ophionereididae.
De wetenschappelijke naam van de soort werd in 1888 gepubliceerd door Johannes Georg Brock.